# Sinfra
Sinfra – miasto w południowej części Wybrzeża Kości Słoniowej; w regionie Marahoué; według danych szacunkowych na rok 2010 liczy 66 943 mieszkańców.